# فريدك-ميستك
فريدك-ميستك (بالتشيكية: Frýdek-Místek)‏ هي بلدة في إقليم مورافيا-سيليزيا في جمهورية التشيك، وهي مركز مقاطعة فريدك-ميستك.
يبلغ عدد سكان هذه البلدة 56,945 حسب إحصاء في سنة 2015.

## معرض صور

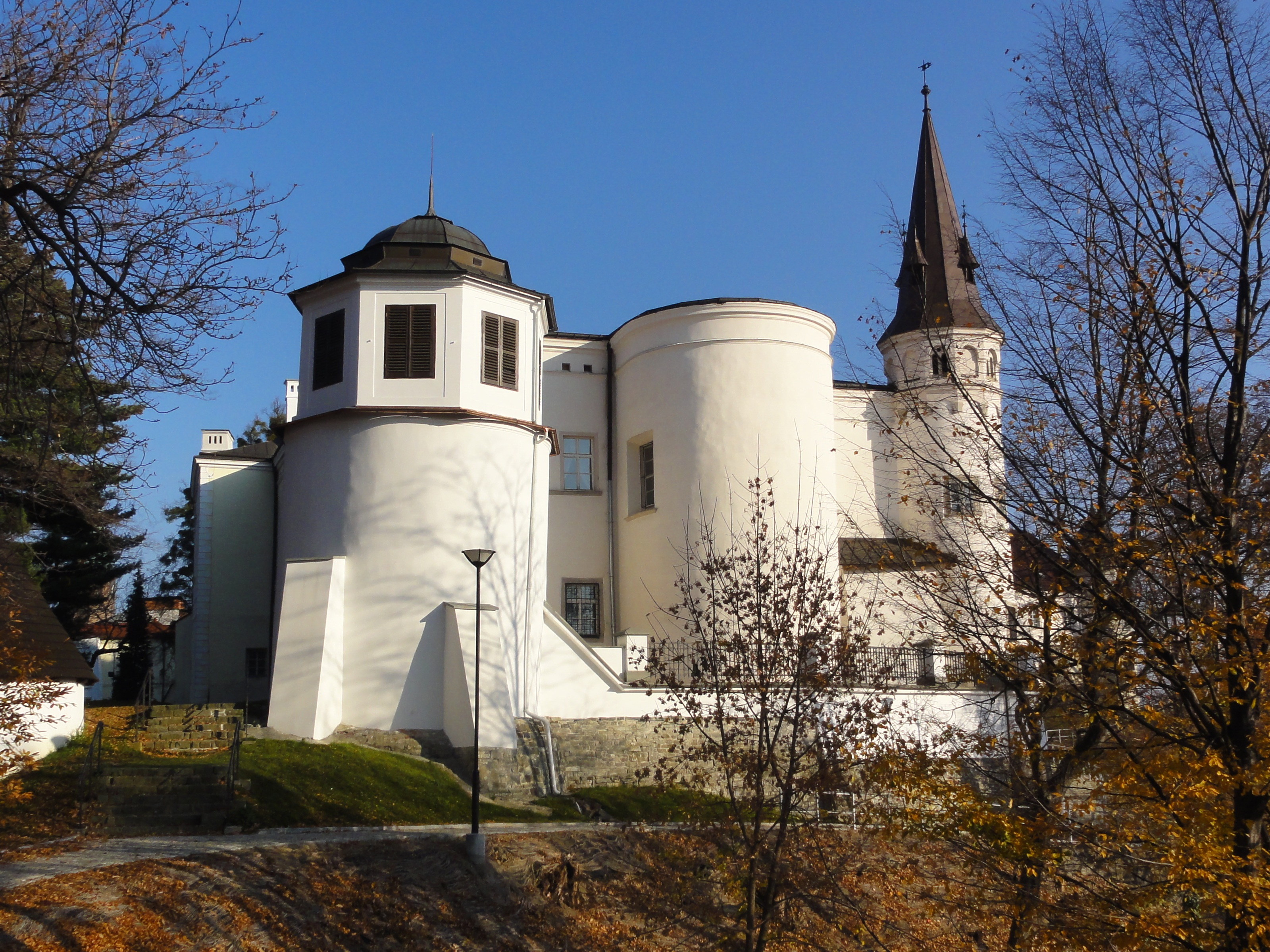
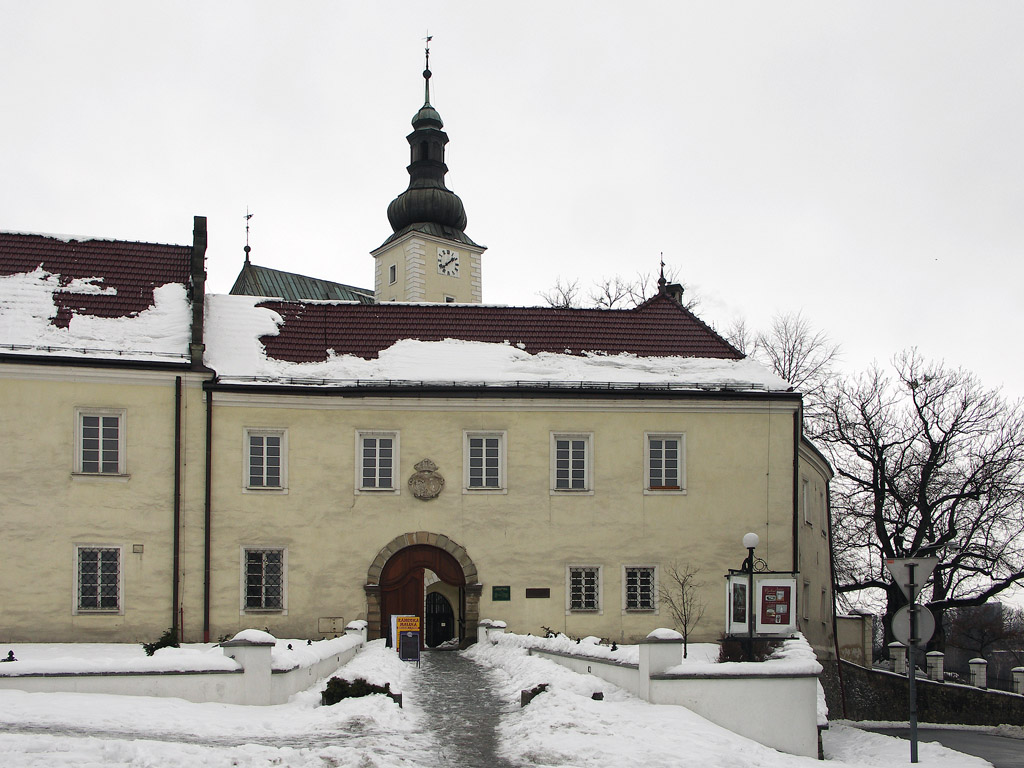
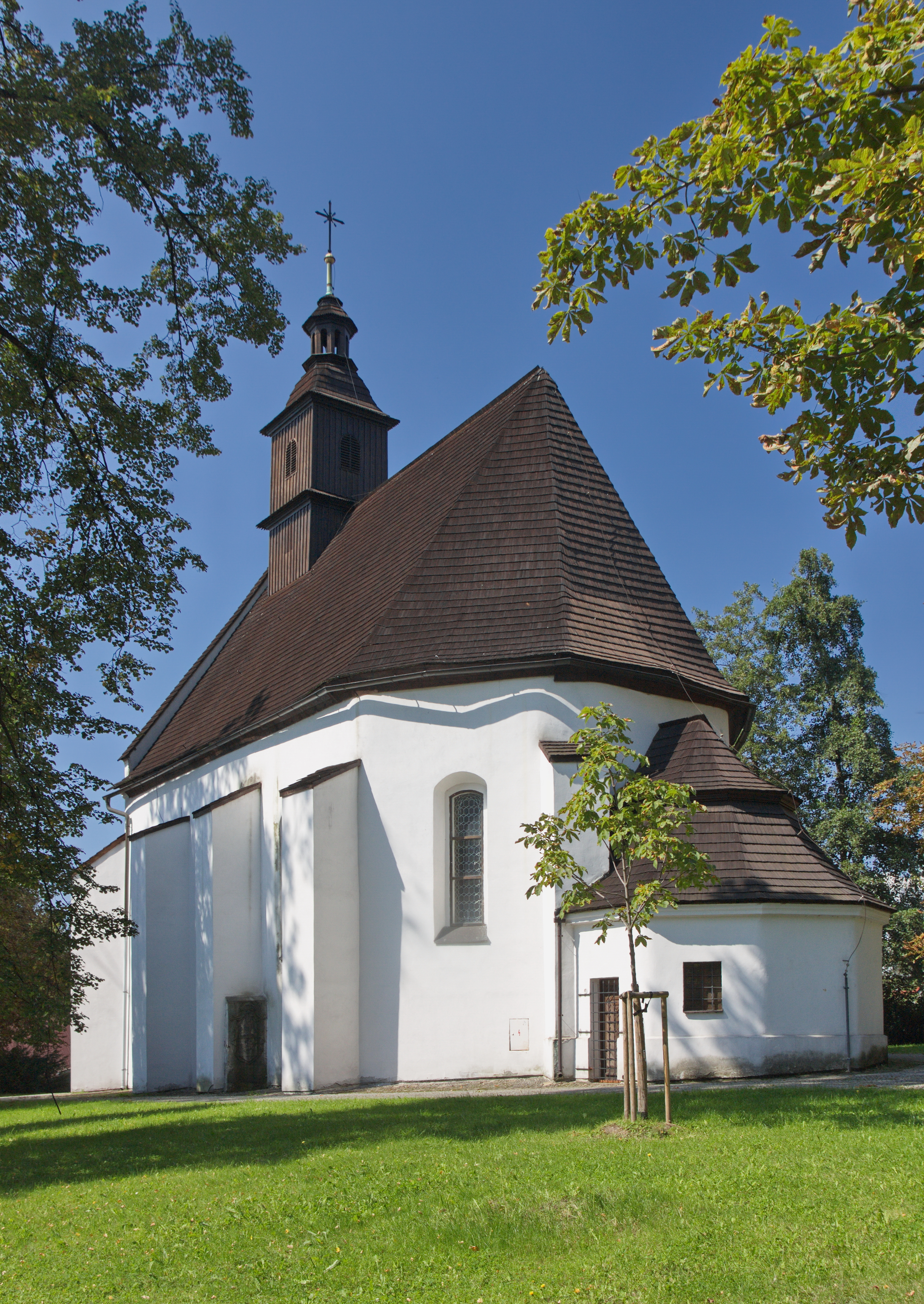
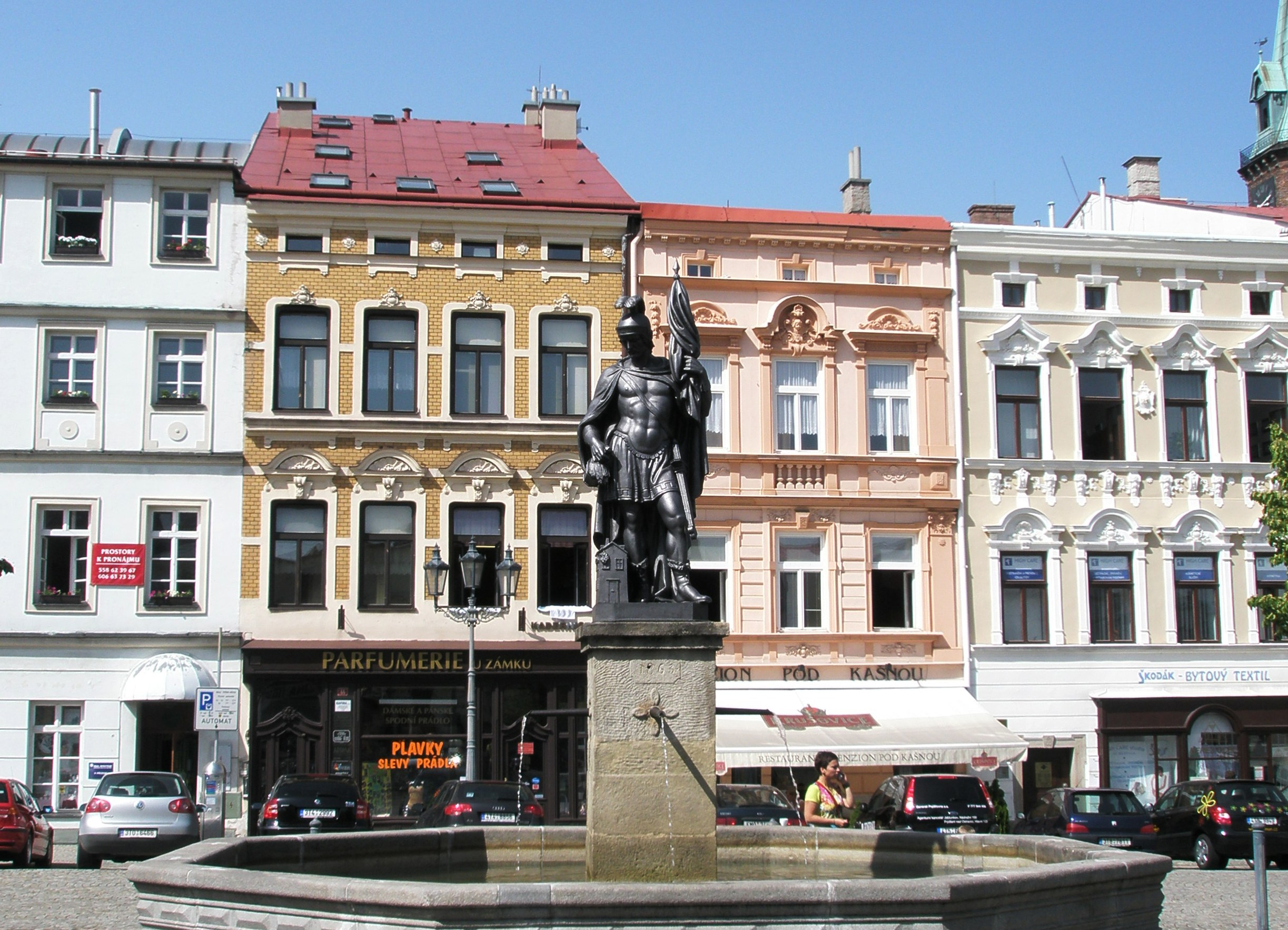

## توأمة
لفريدك-ميستك اتفاقيات توأمة مع:
- ميسوفيتسه

## أعلام
- رومانا شرنكوفا
- فيكتور أوليغ
- دومينيكا كاناكوفا
- فرانتيشك شفوستيك
- آدم فارادي

## اقرأ أيضاً
- مقاطعة فريدك-ميستك